# California Memorial Stadium
Das California Memorial Stadium ist ein Stadion in Berkeley, Kalifornien, auf dem Campus der University of California, Berkeley. Am 5. Dezember 2013 verkündeten die Universität und Kabam, Inc. eine 15-jährige Partnerschaft. Das Stadion trägt den vollen Namen Kabam Field at California Memorial Stadium. Der Vertrag hat einen Wert von 18 Millionen US-Dollar.

## Geschichte
Das Stadion wurde 1923 eröffnet und dient hauptsächlich als Austragungsort für die Football-Spiele der California Golden Bears, die in der Pacific-12 Conference der National Collegiate Athletic Association spielen. Am 27. November 2006 wurde das Stadion in das National Register of Historic Places aufgenommen.
Das Memorial Stadium wurde durch private Zuwendungen finanziert, im Andenken an die Kalifornier, die ihr Leben im Ersten Weltkrieg verloren haben.
Die Zuschauerkapazität betrug bei der Eröffnung 72.609 Besucher. Von 2010 bis 2012 wurde das Stadionrund für 321 Millionen US-Dollar renoviert. Die Planungen für die Renovierung zogen sich über 30 Jahre hin. Dadurch sank das Platzangebot auf 63.186 und wurde zuletzt 2013 nach Arbeiten auf 62.467 Plätze reduziert. Die Rekordzuschauerzahl wurde 1947 mit 83.000 Zuschauern gegen ein Team der Navy erzielt. Die Lage in den Hügeln von Berkeley bietet den Zuschauern in den obersten Reihen einen Panoramablick auf die San Francisco Bay.
Da das Stadion auf der sog. Hayward-Verwerfung steht, wurde es so nachgerüstet, dass sich das Gebäude im Bebenfall ohne größere Probleme in zwei Teile teilen kann.
Bis 1980 bestand das Spielfeld aus Naturrasen. Von 1981 bis 1994 besaß die Anlage einen Kunstrasen. Nach zwischenzeitlicher Rückkehr zum natürlichen Grün wird seit 2003 wieder auf Kunstrasen gespielt.
Traditionellerweise wird beim jährlichen Derby gegen die Rivalen der Stanford University, genannt Big Game, auch der Hügel hinter dem Stadion, der Tightwad Hill („Geizhalshügel“), als Zuschauerfläche benutzt, um sich das Spiel kostenlos anzusehen.
Am 27. November 2006 wurde das California Memorial Stadium als Baudenkmal in das National Register of Historic Places aufgenommen.

## Galerie

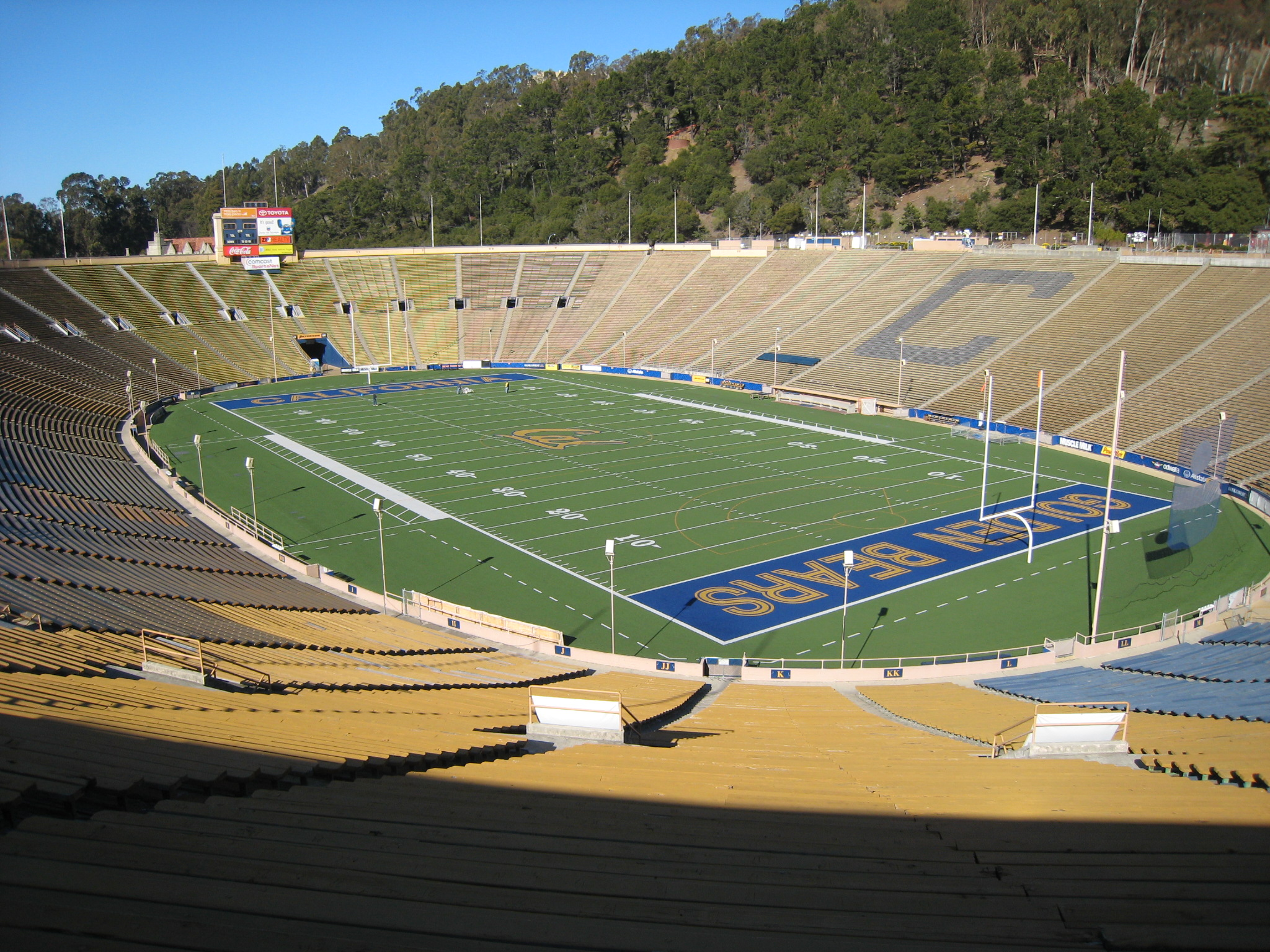
California Memorial Stadium
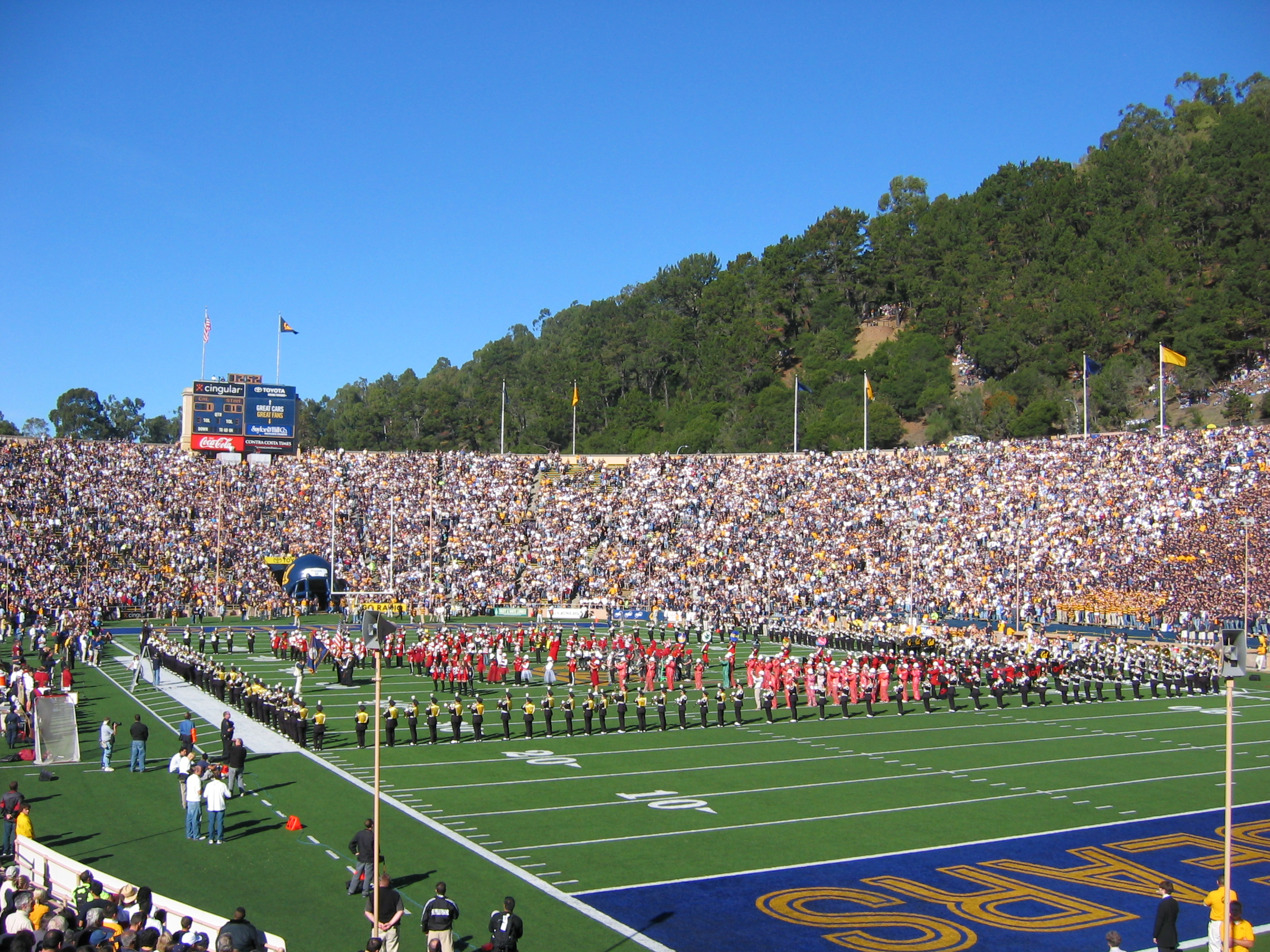
Big Game 2004
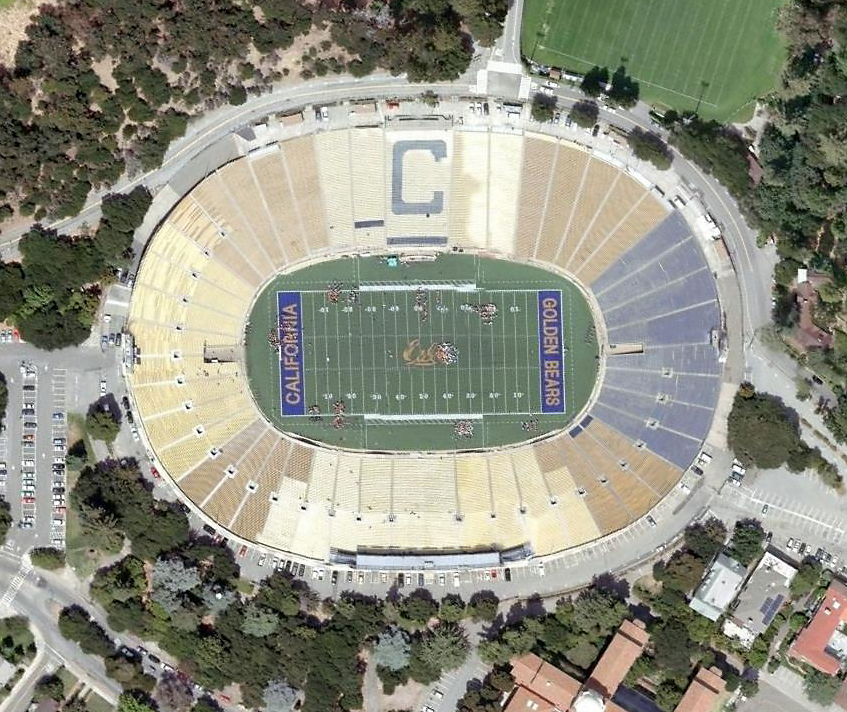
Luftaufnahme des California Memorial Stadium (2008)
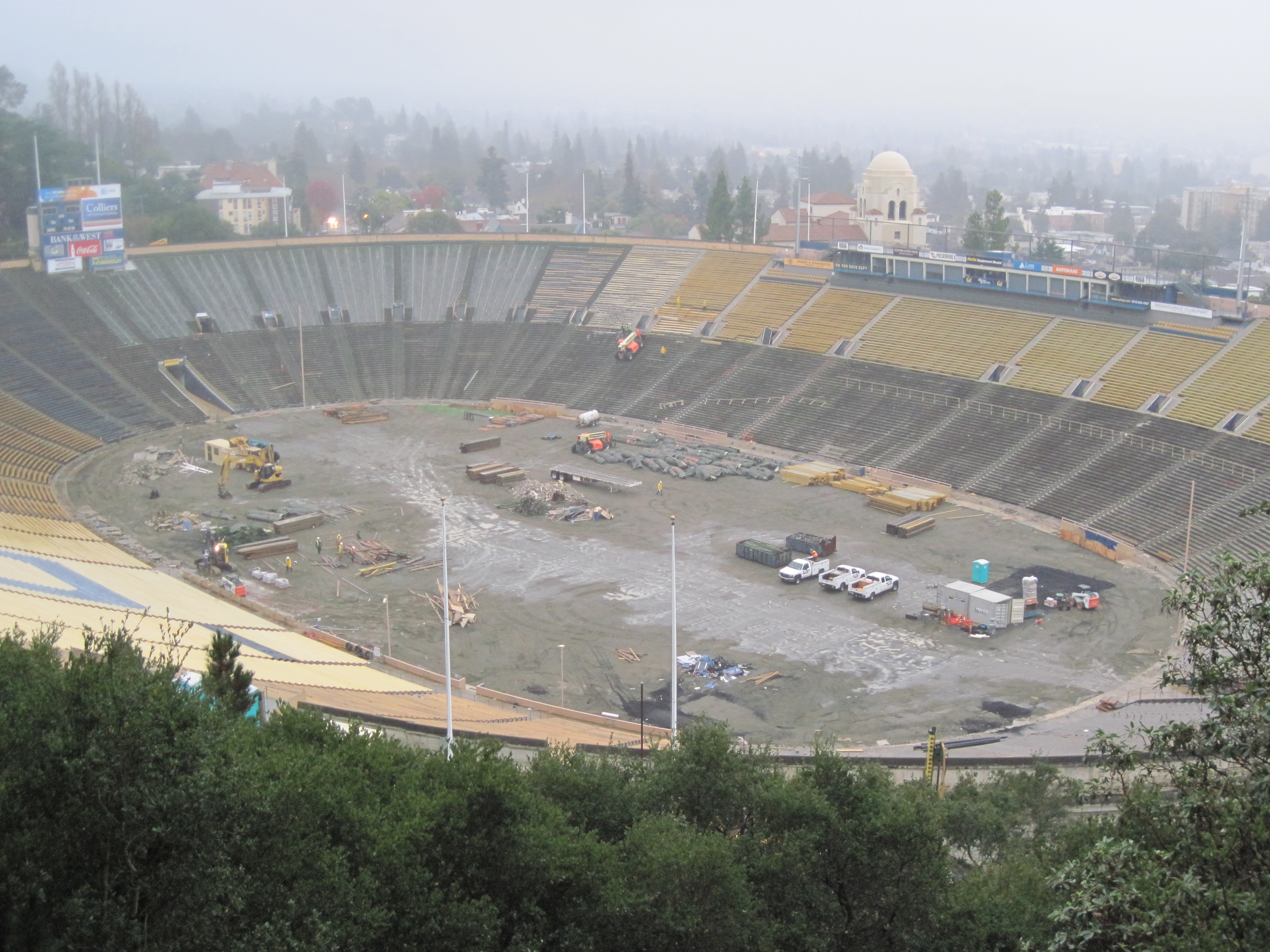
Renovierungsarbeiten im Dezember 2010